# Matrixisme

Un « 赤 », le sinogramme pour le rouge, symbole du matrixisme.

Le matrixisme ou La Voie de l'Élu était une prétendue religion inspirée de la trilogie cinématographique The Matrix,,,. Conçue par un groupe anonyme au cours de l'été 2004, elle prétend avoir attiré 300 membres en mai 2005, et le site Web GeoCities de la religion revendique « plus de 16 000 membres ». Il y a eu débat sur le fait de savoir si les adeptes du matrixisme étaient vraiment sérieux au sujet de leur pratique, ou s'il s'agissait d'une parodie de religion. Cependant, la religion (réelle ou non) a retenu l'attention des médias,,.

## Histoire
Le matrixisme, également appelé « La voie de l'Élu », a été introduit principalement en 2004. Un site Web sur Yahoo GeoCities créé par une source anonyme a fourni la base de la religion. Le matrixisme s’inspire de la trilogie Matrix et de ses récits associés (notamment The Animatrix). Cependant, ce site web ne résume pas l'origine du mouvement. Les idéaux du matrixisme remontent au début du XXe siècle, lors de La promulgation de la paix universelle, compte rendu des discussions d’'Abbâs Effendi lors de ses voyages dans l'Ouest aux États-Unis,,. Ses livres ont inspiré d'autres communautés religieuses.

## Principes
Le matrixisme comportait quatre croyances principales décrites comme « les quatre principes du matrixisme ». En bref, il s’agissait de la croyance en une prophétie messianique, de l’utilisation de drogues psychédéliques comme sacrement, d’une perception de la réalité multicouche et semi-subjective et de l’adhésion aux principes d’au moins une des grandes religions du monde. Le site Web Matrixism considère le 19 avril comme une fête, connue aussi sous le nom de « Journée du vélo» et marque l'anniversaire de l'expérience d'Albert Hofmann en 1943 avec le LSD.

## Symbologie
Le symbole adopté pour le matrixisme était le symbole japonais kanji pour "rouge". Ce symbole était utilisé dans le jeu vidéo Enter the Matrix. La couleur est une référence à la pilule rouge, qui représentait une acceptation et une capacité de voir la vérité, comme établi au début du premier film Matrix.

## Complotisme
Un moment iconique du premier film est le choix offert par Morpheus à Néo entre la pilule bleue et la pilule rouge.
- soit il absorbe la pilule bleue, et retourne à sa routine habituelle, sans même se souvenir de leur rencontre.
- soit il absorbe la pilule rouge, et se retrouve libéré de l'emprise de la Matrice, ce qui le confronte à la terrible Vérité (les machines ont asservi les humains et s'en servent comme sources d'énergie, tout en les faisant vivre dans une simulation informatique pour leur cacher la réalité de leur condition).

Le fait est que nul ne peut prouver si nous sommes réellement dans une simulation informatique ou non, à moins d'en être débranché directement. Toute dénégation et argumentation en sens contraire peut être potentiellement vue comme un subterfuge de la Matrice pour maintenir l'illusion en place (y compris le présent article).
L'énormité de cette révélation pour le héros dans le contexte du film est devenue une analogie populaire pour les théories des complotistes sur Internet, se considérant comme des esprits libres tandis que les masses resteraient prisonnières du système associé au complot qu'ils dénoncent.